# Eucoelophysis
Eucoelophysis (nombre que significa "verdadera forma hueca") es un género extinto de dinosauriforme que vivió en el período Triásico Superior (Noriense) en la Formación Chinle de Nuevo México, Estados Unidos. Inicialmente se consideró que era un dinosaurio celofísido en su descripción, pero un estudio realizado por Nesbitt et al. encontró que en realidad era un pariente cercano de Silesaurus, lo cual fue apoyado de manera independiente por Ezcurra (2006), quien encontró que era el grupo hermano de Dinosauria, y Silesaurus es el siguiente taxón más basal.
Sin embargo, las relaciones de Silesaurus son inciertas. Dzik encontró que este es un dinosauriforme (el grupo de arcosaurios del cual evolucionaron los dinosaurios), pero no excluyó la posibilidad de que represente también un ornitisquio primitivo.